# Mitt namn är Joe
Mitt namn är Joe (originaltitel: My Name Is Joe) är en brittisk (skotsk) film från 1998 i regi av Ken Loach. Filmtiteln refererar till den ritualiserade hälsningen som framförs på möten hos Anonyma Alkoholister, som det är avbildat i första scenen i filmen.
Filmen spelades mestadels in i slumområden i Glasgow, och många biroller spelades av folk som faktiskt bodde där, varav många var före detta drogmissbrukare eller kriminella. Eftersom den naturliga skotska dialekten är svårförstådd för många amerikanska tittare textas filmen ofta i USA, även om det är samma språk. 
Filmen har vunnit många priser, bland annat för bästa manliga skådespelare på Filmfestivalen i Cannes och Bodilpriset för bästa icke-amerikanska film.

## Handling
Joe Kavangh (Peter Mullan) är en arbetslös alkoholist i Glasgow, som träffar och blir kär i distriktssköterskan Sarah (Louise Goodall). Joes bekymrade vän Liam (David McKay) är en före detta narkotikamissbrukare som kämpar för att hålla sig ren.

## Rollista
- Peter Mullan – Joe Kavanagh
- Louise Goodall – Sarah Downie
- David McKay – Liam
- Anne-Marie Kennedy – Sabine
- David Hayman – McGowan
- Gary Lewis – Shanks
- Lorraine McIntosh – Maggie
- Scott Hannah – Scott
- David Peacock – Hooligan
- Gordon McMurray – Scrag
- James McHendry – Perfume
- Paul Clark – Zulu
- Stephen McCole – Mojo
- Simon Macallum – Robbo